# Archidiocèse d'Édesse
L'archidiocèse d'Édesse était un archidiocèse du comté d'Édesse, un des états latins d'Orient.

## Histoire

### Antiquité
Vers 204, Abgar IX se convertit au christianisme. C'est, dans l'histoire du christianisme, le premier roi chrétien. À la suite de cette conversion, le christianisme syriaque se développa autour d'Édesse et de nombreux monastères furent construits, en particulier celui de la colline, le Torâ d-Ourhoï.
À partir de 250, le christianisme avait bien progressé et la ville accueillit l'Église assyrienne de l’Orient, chassée de Perse par les Sassanides.
C'est à Édesse qu'est faite au VIe siècle la première mention de l’existence d’une image physique du Christ, le Mandylion.

### Moyen Âge
À l’invitation de Thoros, seigneur arménien, qui souhaitait s’allier avec les croisés contre ses ennemis, Baudouin de Boulogne, l’un des chefs croisés, arriva dans la ville. Peu après son arrivée, Thoros fut assassiné en faisant de Baudouin son successeur, et le 10 mars 1098, ce dernier prit le contrôle de la ville et y fonda le comté croisé d’Édesse (Urfa) ainsi qu'un archevêché. Il imposa le catholicisme à la majorité syriaque et arménienne.
Après environ cinquante ans de domination franque, les tensions entre les Francs et les Byzantins, ainsi que la haine mutuelle entre les seigneurs croisés d’Édesse et d’Antioche, créèrent un contexte favorable à une attaque. Imad ad-Din Zengi, gouverneur de Mossoul et d’Alep, profita de l’absence du comte Josselin II d'Édesse pour se diriger vers Édesse où il proposa aux habitants de se rendre, mais les chefs religieux syriaques et arméniens refusèrent. Les murailles furent alors attaquées par des catapultes, et après un siège d’environ quatre semaines, les Turcs prirent la ville le 24 décembre 1144, provoquant ainsi la fin du comté et de l'archidiocèse.

## Liste des évêques grecs
- Thaddée Ier (c. 100)
- Aggai (en) (c. 190)
- Mar Mari (c. 200)
- Barsimaeus (en)  (c. 250)
- Conon  (fl. 304)
- Saades
- Aitalaha (en)  (fl. 324)
- Abraham Ier (346-361)
- Barses (361-378)
- Eulogius (en) (379-387)
- Cyrus Ier (en) (mort en 396)
- Silvanus (397-398)
- Pakida Facidas (398-409)
- Diogenes (409-411)
- Rabbula (411-435)
- Ibas (435-448)
- Nonnus (en) (448-450)
- Ibas, restauré (450-457)
- Nonnus, restauré (457-471)
- Cyrus II (en) (471-498)
- Pierre (498-510)
- Paul (510-522)
- Asclepius (522-526)
- Paul, restauré (526)
- André (527-532)
- Thaddée II (533-541)
- Amazonius (553)
- Thomas
- Thédore (570-600)

## Liste des archevêques
- Benoît (octobre 1099 - après 1104), consacré en octobre 1099
- Hugues (avant 1120 - 23 décembre 1144), tué lors de la prise d'Édesse

## Liste des archevêques titulaires
- Guillaume Freney (en) (1266 - après 1286)
- Jean (après 1286)
- Martin
- Jean David (en) (cité le 30 mai 1343)
- aucun évêque titulaire nommé pendant plusieurs siècles.

- Vincenzo Massoni (it) (19 juin 1856 - 3 juin 1857 décédé).
- Gustave-Adolphe de Hohenlohe-Schillingsfürst (13 novembre 1857 - 25 juin 1866 nommé cardinal-prêtre de Santa Maria in Traspontina)
- Giuseppe Cardoni (it) (22 février 1867 - 8 avril 1873 décédé)
- Tommaso Michele Salzano (it), O.P. (22 décembre 1873 - 12 septembre 1890 décédé)
- Filippo Castracane degli Antelminelli (it) (25 septembre 1891 - 21 août 1899 décédé)
- Gennaro Granito Pignatelli di Belmonte (17 novembre 1899 - 30 novembre 1911 nommé cardinal-prêtre de Santa Maria degli Angeli)
- Tommaso Pio Boggiani, O.P. (10 janvier 1912 - 4 décembre 1916 nommé cardinal-prêtre de Santi Quirico e Giulitta)
- Giovanni Battista Marenco (en), S.D.B. (7 janvier 1917 - 22 octobre 1921 décédé).
- Mario Giardini (en), B. (21 novembre 1921 - 16 mai 1931 nommé archevêque d'Ancône et Numana).
- Luigi Centoz (en) (28 janvier 1932 - 28 octobre 1969 décédé)